# Moorhead, Minnesota
Moorhead, Minnesota là một thành phố nằm ở quận Clay thuộc tiểu bang Minnesota, Hoa Kỳ. Thành phố có diện tích 34,8 km² với diện tích mặt nước là 0  km², dân số theo ước tính năm 2009 của Cục điều tra dân số Hoa Kỳ là 36.806 người.